# قرار مجلس الأمن التابع للأمم المتحدة رقم 26
قرار مجلس الأمن التابع للأمم المتحدة رقم 26، الذي تم اعتماده بالإجماع في 4 يونيو 1947، عدل النظام الداخلي بحيث عندما يصوت المجلس لشغل منصب في محكمة العدل الدولية، يستمر التصويت حتى يحصل مرشح واحد على الأغلبية المطلقة من الأصوات.